# Schloss Lauterecken
Das Veldenzschloss Lauterecken liegt in der pfälzischen Kleinstadt Lauterecken und gilt als Kulturdenkmal. Es war die einstige Residenz der Grafen von Pfalz-Veldenz, die vier Generationen umfasste und 151 Jahre Bestand hatte. Das Schloss befindet sich am Veldenzplatz 1. Von 2017 bis 2018 wurde es umgebaut und innen saniert. Die Neueinweihung fand im August 2018 statt.

## Geschichte
Eine Burg bei Lauterecken entstand bereits im Mittelalter innerhalb des Verdun’schen Besitzes Medard. Gerlach I. (1112–1146), ein Nachkömmling der Nahegaugrafen, begründete die Grafschaft Veldenz (benannt nach dem Ort an der Mosel). Der blaue Veldenzer Löwe im Wappen von Lauterecken erinnert noch heute an dieses Geschlecht. 1343 wurde das Schloss mit seinem charakteristischen Veldenzturm erstmals erwähnt. Um 1349 erhielt die Stadt Stadtrechte. 1444 übernahm der wittelsbachische Pfalzgraf Stephan von Pfalz-Simmern-Zweibrücken (1385–1459) durch Heirat mit Anna (um 1390–1439), der Tochter des letzten Grafen von Veldenz, das Territorium und bildete die Pfalzgrafschaft Zweibrücken. Ruprecht (1506–1544), Bruder des Pfalzgrafen Ludwig II. von Zweibrücken, übernahm bei Ludwigs Tod die Vormundschaft des unmündigen Prinzen Wolfgang (1526–1569). Dieser schenkte ihm später aus Dankbarkeit eine eigene Pfalzgrafschaft, die zunächst aus den Ämtern Veldenz und Lauterecken, dem Jettenbacher Gericht und Haus Remigsberg bestand (Marburger Vertrag).
Als Stifter der Linie Pfalz-Veldenz erhob Ruprecht Lauterecken zur Residenzstadt und ließ ein repräsentatives Schloss errichten. Sein Sohn, der „scharfsinnige“ und visionäre Georg Hans (1543–1592), heiratete die schwedische Prinzessin Anna Maria aus dem Hause Wasa. Er erweiterte die Grafschaft um kurpfälzische Gebiete, verlegte die Residenz später ins elsässische Lützelstein (La Petite-Pierre) und gründete Pfalzburg. Ihm folgten noch sein Sohn Georg Gustav (1564–1634, Cousin von Gustav Adolf) und dessen Sohn Leopold Ludwig (1625–1694), bis das protestantische Geschlecht der Pfalz-Veldenzer im Jahr 1694 während der französischen Reunionszeit ausstarb.
Leopold Ludwigs Sohn und Erbprinz Gustav Philipp von Pfalz-Veldenz (1651–1679) war 1678 nach mehreren grausam verübten Mordtaten von seinem Vater im Veldenzturm in Arrest genommen worden. Als dem fürstlichen „Taugenichts“ ein Jahr später die Flucht aus dem Turm gelang, wurde der 28-Jährige von seinem Wachtmeister Jeremias Berteau erschossen. Hintergrund war, dass Gustav Philipp zum Katholizismus konvertiert war, was dem protestantischen Vater missfiel.
Lauterecken fiel nach langjährigen Streitigkeiten 1733 endgültig an die Kurpfalz. In der späteren bayerischen Zeit, als das Haus Zweibrücken auf den bayerischen Thron gelangte, kam der Veldenzer Löwe ins bayerische Staatswappen. Die Gebeine von 15 Mitgliedern des Hauses Pfalz-Veldenz ruhen in der Propsteikirche auf dem nahen Remigiusberg.

## Anlage
Von dem einstigen Lauterecker Veldenzschloss, der einstigen Residenz der wittelsbachischen Grafen von Pfalz-Veldenz (1543–1694), sind im Original nur noch der Veldenzturm, die mittelalterlichen Umfassungsmauern und das spätgotische Kreuzrippengewölbe des Kellers, sowie die Fassade des „Neuen Baues“ erhalten. Nach dem Übergang an Kurpfalz wurde das baufällige Schloss Mitte des 18. Jahrhunderts als Oberamtsgebäude neu errichtet. Bemerkenswert sind aus heutiger Sicht das Satteldach, die Stuckdecken und restaurierten Fenster. 1803, in der „Franzosenzeit“, ersteigerte es Rentmeister Johann Carl Falciola im Zuge der Nationalgüterversteigerung und ließ das durch die französischen Revolutionstruppen stark ruinierte Gebäude durchgreifend reparieren. Weitere kleine Veränderungen erfolgten im 19. und 20. Jahrhundert. Es diente als traditionsreiche Gastwirtschaft und Firmengebäude. Erst 2002 ging das Gebäude aus privatem in städtischen Besitz über und wurde 2004 außen umfangreich saniert. Seit 2017 wurde es umgebaut und innen saniert und im August 2018 feierlich neu eingeweiht. Es beherbergt jetzt eine Arztpraxis, ein Trauzimmer, den großen „Grafensaal“ für Veranstaltungen, einen Schulungsraum der Kreismusikschule sowie eine kleine Dokumentation zu den Pfalz-Veldenzern.

### Veldenzturm

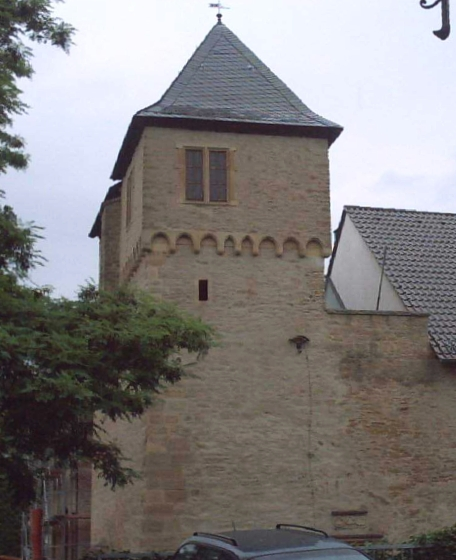
Veldenzturm

Der viereckige, spätgotische Veldenzturm auf der Südostecke des ehemals quadratischen Burgareals, wurde 1983 umfassend restauriert. Er stellt einen der beiden erhaltenen Wachtürme zur Lauter dar, sitzt auf der Ecke eines älteren Ringmauerrestes auf und stammt aus dem frühen 16. Jahrhundert. Auf die ehemalige Wehrfunktion des Turms verweist der umlaufende Wehrgang, der über die Dachterrasse zugänglich ist. Das Obergeschoss des Turmes kragt über einem Spitzbogenfries aus. Sämtliche Werksteine tragen hier Steinmetzzeichen. Bei den Schlitzöffnungen ist nicht mehr eindeutig festzustellen, ob es sich um Schießscharten handelte. Vor dem Eingang zum Turmzimmer befindet sich ein Aborterker. Die drei rechteckigen Fenster haben spätgotisch gekehlte Gewände. Um den Turm befand sich ein 13 bis 18 Meter breiter und mehrere Meter tiefer Wallgraben, der mit Wasser aus der Lauter gespeist war und schon kurz nach 1700 aufgefüllt wurde.

### „Neuer Bau“
Unweit des Veldenzturmes erhebt sich ein um 1780 errichtetes Gebäude über der Südseite des 1779 abgerissenen „Neuen Baues“ (Schlossgasse 1), der einst als Marstall genutzt wurde. In ihm wurden Teile der reich gearbeiteten Renaissancefassade sowie ein gekoppeltes Fenster vom Obergeschoss als Spolien wiederwendet. Der sich heute in Privatbesitz befindende zweigeschossige Putzbau trägt ein Schopfwalmdach. Der „Neue Bau“ entstand vermutlich Ende des 16. Jahrhunderts unter Pfalzgraf Georg Gustav. Es zeigen sich Stileinflüsse der niederländischen Renaissance und Weser-Renaissance sowie Anklänge an die Straßburger Region.
Auf Anfrage bei der Stadtverwaltung Lauterecken werden Schloss- und Stadtbesichtigungen angeboten.